# Kira Marie Peter-Hansen
Kira Marie Peter-Hansen (født 23. februar 1998) er en dansk politiker, der er medlem af Europaparlamentet siden 2019 for SF. Hun studerer økonomi ved Københavns Universitet.
Peter-Hansen fik 15.765 stemmer ved Europa-Parlamentsvalget den 26. maj 2019. Egentlig var det partifællen Karsten Hønge, der stod til at få pladsen i Europa-Parlamentet, men han valgte efterfølgende at videregive pladsen til Peter-Hansen, der dermed ville gøre Margrete Auken selskab. Peter-Hansen blev, i en alder af 21 år, 3 måneder og 3 dage, det hidtil yngste MEP.
Kira Marie Peter-Hansen genopstillede ved Europa-Parlamentsvalget 2024 i Danmark. Hun blev den kandidat som fik flest personlige stemmer med 178.438 personlige stemmer.
Peter-Hansen var kampagneleder for Astrid Aller under kommunalvalget i november 2017 i Københavns Kommune.
I 2024 modtog hun Ting-Prisen.